# المدرك (جازان)
قرية المدرك تقع جنوب محافظة بيش التابعة لمنطقة جازان جنوب غرب السعودية.

## نبذة
تعتبر قرية المدرك من قرى محافظة بيش وتقع على الضفة الغربية تقريبا لوادي بيش الشهير وهي تقع جنوب مدينة بيش مباشرة. ويقدر عدد سكانها بحوالي 2000 نسمة.